# Шевченко Галина Павлівна
Галина Павлівна Шевченко (нар. 28 липня 1940 в місті Слов'яносербськ Слов'яносербського району Луганської області) — український вчений-педагог, доктор педагогічних наук, професор, академік Національної академії педагогічних наук України, заслужений діяч науки і техніки України, академік Міжнародної Слов'янської педагогічної академії освіти імені Яна Амоса Коменського, член Національної комісії України у справах ЮНЕСКО, автор нових напрямів у сучасній педагогічній науці — методологія, теорія і практика духовного розвитку засобами мистецтва учнівської молоді та взаємодія мистецтв в естетичному розвитку учнівської молоді, засновник наукової школи «Формування духовної культури учнівської молоді засобами мистецтва». 
Проводить дослідження проблем методології, теорії та практики духовного розвитку студентської молоді; художньо-естетичної освіти учнівської молоді; впливу взаємодії мистецтв на духовний світ особистості. Автор понад 140 наукових публікацій.[джерело не вказане 1366 днів]
Головний редактор збірника наукових праць «Духовність особистості: методологія, теорія і практика», член редколегії журналів «Директор школи, гімназії та ліцею», «Мистецтво та освіта», «Слово вчителя», «Філософія спілкування», завідувач кафедри педагогіки, директор Науково-дослідного Інституту духовного розвитку людини, завідувач кафедри ЮНЕСКО «Духовно-культурні цінності виховання та освіти», голова Спеціалізованої вченої ради із захисту кандидатських та докторських дисертацій Східноукраїнського національного університету імені Володимира Даля за спеціальностями: загальна педагогіка та історія педагогіки та теорія та методика виховання.

## Біографія
| Текст вилучений зі статті через підозру в порушенні авторських прав |
| --- |
| Текст, що раніше перебував на цій сторінці, запідозрено в порушенні авторських прав на текст із таких джерел: https://snu.edu.ua/en/medallyu-volodymyr-monomah-vidznacheno-zaviduyuchu-viddilennya-pedagogiky-snu-im-v-dalya-galynu-shevchenko/ Дата, коли було знайдено порушення: 26 червня 2021. Тому, хто повісив цей шаблон: На сторінку обговорення користувача, який розмістив цю статтю, варто додати повідомлення {{subst:nothanks cv\|Шевченко Галина Павлівна\|url=https://snu.edu.ua/en/medallyu-volodymyr-monomah-vidznacheno-zaviduyuchu-viddilennya-pedagogiky-snu-im-v-dalya-galynu-shevchenko/}} --~~~~. |
| До уваги користувача, який розмістив цю статтю Не редагуйте статтю зараз, навіть якщо ви збираєтеся її переписати. Дотримуйтесь вказівок нижче. - Якщо власник авторських прав на зазначений вище матеріал дозволяє використовувати його на умовах GNU FDL без незмінюваних секцій та Creative Commons із зазначенням автора / розповсюдження на тих самих умовах, будь ласка, сповістіть про це на сторінці обговорення цієї статті. - Якщо правовласником є ви, додайте на зазначеному вище ресурсі примітку: «Матеріали дозволено використовувати на умовах GNU FDL без незмінюваних секцій та Creative Commons із зазначенням автора / розповсюдження на тих самих умовах». - Якщо дозволу на використання цього матеріалу немає, будь ласка, зробіть одне з двох: 1. Напишіть хоча б гарний накид статті на цій підсторінці. Зверніть увагу: не треба копіювати текст, що порушує авторські права, на зазначену підсторінку й редагувати його. Якщо ви взялися за написання нової статті, не забудьте сповістити про це на сторінці обговорення. 2. Залиште все як є, і тоді статтю буде вилучено. У випадку, якщо новий текст написано не буде, цю статтю буде вилучено через тиждень після появи цього попередження (детальніше див. документацію шаблону). Вихідний текст цієї статті з можливим порушенням копірайту можна знайти в історії змін. Зверніть увагу, що розміщення у Вікіпедії матеріалів, автор яких не надав явного дозволу на їхнє використання відповідно до ліцензії GNU FDL без незмінюваних секцій та Creative Commons із зазначенням автора / розповсюдження на тих самих умовах, може бути порушенням законів про авторське право. Користувачів, які додають до Вікіпедії такі матеріали, може бути тимчасово позбавлено права редагувати статті. Попри все, ми завжди раді вашим оригінальним статтям. Дякуємо. Цю сторінку внесено до категорії Вікіпедія:Можливе порушення авторських прав. |

У серпні 1965 року була запрошена на роботу в Луганський державний педагогічний інститут ім. Т. Г. Шевченка асистентом кафедри педагогіки[джерело не вказане 1366 днів].
У 1974 р. в Українському науково-дослідному інституті педагогіки захистила кандидатську дисертацію «Формування у молодших підлітків уявлень про художній образ в процесі комплексного впливу мистецтв».
У 1987 році захистила докторську дисертацію «Взаємодія мистецтв в естетичному вихованні і розвитку підлітків» (Київ, педагогічний інститут ім. М. Горького).
З 1988 р. — завідувач кафедри педагогіки Луганського державного педагогічного інституту ім. Т. Г. Шевченка[джерело не вказане 1366 днів].
З 1994 по 1997 р. — проректор з наукової роботи Луганського державного педагогічного університету імені Тараса Шевченка[джерело не вказане 1366 днів].
«Духовно-культурні цінності виховання та освіти» (реєстраційний номер 843), Угода про створення якої була підписана у квітні 2009 року Генеральним директором ЮНЕСКО К. Мацуурою і ректором Східноукраїнського національного університету імені Володимира Даля, професором О. Голубенком[джерело не вказане 1366 днів].
```
зі спеціальності 13.00.07
 
— теорія і методика виховання, головою якої є Галина Павлівна.
```

Під керівництвом підготовлено і захищено більше 100 кандидатських і 24 докторських дисертації з проблематики естетичного виховання, естетико-екологічного, економічного, морального, морально-естетичного розвитку емоційної культури, творчого потенціалу професіоналу, духовних потреб, загальної культури, духовної самореалізації особистості, культури міжетнічних відносин засобами мистецтва тощо.[джерело не вказане 1366 днів] За результатами педагогічних новаторських досліджень науковців її педагогічної наукової школи видано більше 33 монографій і навчальних посібників, понад 200 статей у провідних науково-педагогічних виданнях України, СНД і дальнього зарубіжжя.[джерело не вказане 1366 днів]
З грудня 2009 року Г. П. Шевченко є членом Національної Комісії України у справах ЮНЕСКО[джерело не вказане 1366 днів]. 
20 жовтня 2016 року обрана дійсним членом Національної академії педагогічних наук України.
З 2017 року — член експертної ради Міністерства освіти і науки України з проведення експертизи проектів бюджетних тем[джерело не вказане 1366 днів].

## Коло наукових інтересів
Основні наукові інтереси — проблеми методології, теорії та практики духовного розвитку студентської молоді; художньо-естетична освіта учнівської молоді; вплив взаємодії мистецтв на духовний світ особистості. Г. П. Шевченко створена наукова школа «Формування духовної культури учнівської молоді засобами мистецтва», яка була офіційно визнана виїзним засіданням АПН України на чолі з Президентом АПН України академіком М. Д. Ярмаченком у 1994 р.[джерело не вказане 1366 днів]

## Наукові публікації

### Дисертації та автореферати
1. Шевченко Г. П. Формирование у младших подростков представлений о художественном образе средствами комплексного воздействия искусства: дис. … канд. пед. наук: 13.00.01 / Галина Павловна Шевченко; Украинский научно-исследовательский институт педагогики и психологии. — Киев, 1974. — 177 с.
2. Шевченко Г. П. Формирование у младших подростков представлений о художественном образе средствами комплексного воздействия искусства: автореф. дис. на соискание ученой степени канд. пед. наук: спец. 13.00.01 / Г. П. Шевченко; Украинский научно-исследовательский институт педагогики и психологии. — Киев, 1974. — 25 с.
3. Шевченко Г. П. Взаємодія мистецтв в естетичному вихованні підлітків / Г. П. Шевченко. — К.: Знання, 1981. — 48 с.
4. Шевченко Г. П. Взаимодействие искусств в эстетическом воспитании и развитии подростков: автореф. дис. … д-ра пед. наук: 13.00.01 / Галина Павлівна Шевченко. — Киев: КИИ, 1986. — 48 с.
5. Шевченко Г. П. Взаимодействие искусств в эстетическом воспитании и развитии подростков: 13.00.01 / Галина Павловна Шевченко; Киевский педагогический институт им. М. Горького. — Киев, 1987. — 317 с.

### Монографії та навчально-методичні посібники
1. Шевченко Г. П. Проблема взаимосвязи искусств в системе эстетического воспитания в школе // Эстетическое воспитание в школе: Вопросы системного подхода / Под ред. Б. Т. Лихачева. — М.: Педагогика, 1980. — С. 91—87.
2. Шевченко Г. П. Проблема взаимосвязи искусств в системе эстетического воспитания в школе (на болгарском яз.) // Эстетическое воспитание в школе: Вопросы системного подхода / Под ред. Б. Т. Лихачева. — София: Народная просвета, 1982. — С. 60—72.
3. Шевченко Г. П. Эстетическое воспитание в школе: учеб.-метод. пособие / Г. П. Шевченко. — К.: Рад. шк., 1985. — 144 с.
4. Шевченко Г. П. Формирование нравственно-эстетического идеала подростков средствами искусства: методические рекомендации учителям, студентам пединститутов / Г. П. Шевченко. — Ворошиловград, 1988. — 38 с.
5. Шевченко Г. П. Эстетическое развитие школьников комплексом искусств: методические рекомендации учителям, студентам пединститутов / Г. П. Шевченко. — Ворошиловград, 1988. — 38 с.
6. Шевченко Г. П. Взаимодействие искусств в системе формирования эстетического отношения школьников / Г. П. Шевченко // Педагогические основы формирования эстетического отношения к искусству / Под ред. В. Г. Бутенко. — М., 1990. — С. 219—252.
7. Шевченко Г. П. Взаимодействие и интеграция искусств в полихудожественном развитии школьников / Рекомендации к разработке комплексных программ по искусству для школ и внешкольных заведений / Под. ред. Г. П. Шевченко, Б. П. Юсова. — Луганск: АПН СССР, 1990. — 190 с.
8. Шевченко Г. П. Полихудожественное развитие школьников / Под ред. Б. П. Юсова, Г. П. Шевченко. — М., 1991. — 186 с.
9. Шевченко Г. П. Взаємодія мистецтв в естетичному вихованні підлітків / Г. П. Шевченко. — К.: Освіта, 1991. — 114 с.
10. Шевченко Г. П. Прекрасный духом и телом: методическое пособие в помощь работникам детских оздоровительных лагерей / [Г. П. Шевченко, Л. Л. Бутенко, І. М. Карпенко та ін.]. — Луганск, 1993. — 68 с.
11. Шевченко Г. П. Методические рекомендации студентам пединститутов по изучению курса «История педагогики» / Г. П. Шевченко, О. С. Бєлих. — Луганск, 1995. — 76 с.
12. Шевченко Г. П. Основы педагогического мастерства: методическое пособие для студентов педагогических институтов / Г. П. Шевченко, Л. Л. Бутенко, Є. В. Коцюба. — Луганськ: Альма-матер, 1996. — 185 с.
13. Формирование математической культуры старшеклассников: учеб. пособие для студ. пед. вузов и слушателей ин-тов усоверш. / Г. П. Шевченко, И. А. Захарова, В. Н. Алфимов; Ин-т содерж. и методов обучения. — Суми, 1998. — 215 с.
14. Шевченко Г. П. Основы мировой художественной культуры и искусствознания: пособие для учителей школ, гимназий и лицеев» / Г. П. Шевченко, Л. Л. Бутенко. — Луганск: Альма-матер, 2000. — 164 с.
15. Шевченко Г. П. Поэтический образ морали в искусстве: опыт нравственного воспитании старшеклассников: книга для учителей и студентов. — 1-е изд., Г. П. Шевченко, Л. Л. Бутенко, А. И. Шкурин. — Луганск: Альма-матер, 2002. — 181 с.
16. Шевченко Г. П. Естетичне виховання у вищих навчальних закладах України у сучасний період: монографія / Г. П. Шевченко, Х. М. Джабер. — Луганськ: Вид-во СНУ ім. В. Даля, 2004. — 208 с.
17. Шевченко Г. П. Словник-хрестоматія педагогічних понять: навч. посіб. для студ., аспірантів, магістрантів, викладачів / Східноукраїнський національний ун-т ім. Володимира Даля; уклад. Г. П. Шевченко [та ін.]. — Луганськ: [б.в.], 2004. — 272 с.
18. Шевченко Г. П. Духовність та духовна культура особистості // Формування духовної культури учнівської молоді засобами мистецтва: монографія / Г. П. Шевченко. — Луганськ: Вид-во СНУ ім. В. Даля, 2006. — С. 7—37.
19. Шевченко Г. П. Педагогічний словник-хрестоматія: навч. посібник для студентів, аспірантів, магістрантів, викладачів. Видання друге, доповнене. — Луганськ, СНУ ім. В. Даля, 2007. — 480 с.
20. Шевченко Г. П. Художньо-естетичне виховання студентської молоді: монографія / Г. П. Шевченко, Ю. А. Пастухова. — Вид-во СНУ ім. В. Даля, 2010. — 180 с.
21. Шевченко Г. П. Образне мислення і процес його формування засобами мистецтва: монографія / Г. П. Шевченко, Н. Ф. Фунтікова. — Луганськ: Вид-во СНУ ім. В. Даля, 2010. — 188 с.
22. Шевченко Г. П. Творче відношення студентської молоді до музичної виконавської діяльності: монографія / Г. П. Шевченко, І. О. Єненко. — Луганськ: Вид-во «Ноулидж», 2010. — 180 с.
23. Шевченко Г. П. Основи педагогіки: навчальний посібник для студ. вищ. навч. закл. / Г. П. Шевченко, Є. А. Зеленов, О. Г. Стьопіна, Н. В. Фунтікова. — Луганськ: Вид-во «Ноулидж», 2010. — 195 с.
24. Шевченко Г. П. Воспитание и образование в международном праве и национальном законодательстве: зб. док. / Восточноукр. нац. ун-т им. В. Даля; [сост.: Г. П. Шевченко, С. Ф. Рашидов, С. С. Рашидова]. — Луганск: Вид-во «Ноулидж», 2011. — 367 с.
25. Shevchenko G. P. Spiritual Development of a Personality as a Process of Spirit Creation / G. P. Shevchenko // Spirituality: New Reflections: Materials of the 2nd Global Conference [«Spirituality in the 21st Century: At the Interface of Theory, Praxis and Pedagogy»], (March 21st–24th, Prague 2012). — Edited by Martin C. Fowler, Michael Weiss and John L. Hochheimer. — 301 р.; рp. 129—137. https://www.interdisciplinarypress.net/online-store/ebooks/diversity-and-recognition/spirituality [Архівовано 12 березня 2022 у Wayback Machine.]
26. Шевченко Г. П. Формування корпоративної культури студентів. Нейросітьовий підхід: монографія / С. В. Ковалевський, Г. П. Шевченко, Л. В. Кошева. — Краматорськ: ДДМА, 2012. — 168 с.
27. Шевченко Г. П. Духовні основи патріотичного виховання: монографія / Г. П. Шевченко, С. С. Рашидова — Луганськ: Вид-во «Ноулідж», 2012. — 185 с.
28. Shevchenko G. P. Formation of the students' Corporative — neural network approach: monograph. / G. Shevchenko, S. Kovalevskyy, R. Chumicheva, L. Kosheva. — Vrnjačka Banja: SaTCIP, 2012. — ISBN 978-86-6075-030-5 [Архівовано 11 червня 2021 у Wayback Machine.].
29. Шевченко Г. П. Передмова, Духовно-культурні цінності виховання: сутність та основні змістовні характеристики // Духовно-культурні цінності виховання: монографія / Г. П. Шевченко, Т. Л. Антоненко, О. С. Бєлих, Є. А. Зеленов, О. Є. Крсек, С. С. Рашидова, С. Ф. Рашидов, Н. В. Фунтікова, О. О. Шайкіна, К. М. Шевердін / Під заг. ред. Шевченко Г. П. — Луганськ: Вид-во «Ноулідж», 2013. — 256 с.; С. 3—6, 7—37.
30. Shevchenko G. P. Improving the Quality of Artistic Education through Interaction of Different Kinds of Art: the Experience of Ukraine / Galyna P. Shevchenko // Larry O'Farrell, Shifra Schonmann, Ernst Wagner (Hrsg.) International Yearbook for Research in Arts Education. — Münster, New York: Waxmann Verlag GmbH, 2014. — Band 2. — Рp. 216—218.
31. Шевченко Г. П. Поэтический образ морали в искусстве: опыт нравственного воспитания старшеклассников: книга для учителей и студентов. — 2-е изд., доп. и испр. / Г. П. Шевченко, Л. Л. Бутенко, А. И. Шкурин. — Луганск: Изд-во «Ноулидж», 2014. — 318 с.
32. Шевченко Г. П. Духовність Людини XXI століття і світ мистецтва // Виховання особистості в контексті професійної підготовки студентів аграрних вищих навчальних закладів: колективна монографія / [С. М. Ніколаєнко, В. Д. Шинкарук, Р. В. Сопівник, Г. П. Шевченко та інші. За загальною редакцією С. М. Ніколаєнко]. — К. — Ніжин: Видавець ПП Лисенко М. М., 2015. — 400 с. — С. 56—74.
33. Духовність особистості у вимірах культури, виховання та освіти: вибрані наукові статті / Г. П. Шевченко. — К.: Видавництво «Педагогічна думка», 2017. — 210 с.
34. Шевченко Г. П. Виховання краси духу: теоретичний і практичний аспекти / Мистецтво виховання Людини: колективна монографія / Г. П. Шевченко, В. М. Алфімов, Т. Л. Антоненко, М. В. Безугла, Є. А. Зеленов, О. П. Лучанінова, Н. Є. Миропольська, С. С. Рашидова, І. О. Сафонова, Г. С. Тарасенко, Т. Г. Тюріна. — Київ: Вид-во «Педагогічна думка», 2017. — 304 с., С. 4—33. ISBN 978-966-644-466-3
35. Шевченко Г. П. Цінності освітнього середовища як чинника культурного одухотворення суб'єктів педагогічної взаємодії. Горизонт духовності виховання: колективна монографія / The Horizon of Spirituality of Education: collective monograph. Уклали й підготували Й. Кевішас та О. М. Отич. Вільнюс: Zuvedra, 2019. — 584 с. С. 299—312.
36. Шевченко Г. П., Антоненко Т. Л. Виховання культурної особистості комплексом мистецтв // Виховання Людини Культури засобами мистецтва: колективна монографія / Г. П. Шевченко, Д. П. Шафер, Т. Л. Антоненко, В. М. Алфімов, М. В. Безугла, А. Ю. Бовт, Л. Л. Бутенко, А. О. Вітченко, Є. А. Зеленов, С. В. Коновець, О. Є. Крсек, О. П. Лучанінова, Н. Є. Миропольська, М. В. Роганова, Л. М. Сбітнєва, Н. О. Філіпчук, Н. Н. Чурсін. — Київ: Інститут обдарованої дитини НАПН України, 2021. — 292 с. С. 5—30, 268, 277—278.

### Статті та тези конференцій
1. Шевченко Г. П. Естетичне виховання школярів засобами комплексного впливу різних видів мистецтва / Г. П. Шевченко // Радянська школа. — 1972. — № 7. — С. 83—85.
2. Шевченко Г. П. Воздействие комплекса искусства (литературы, музыки и живописи) на учащихся общеобразовательных школы / Г. П. Шевченко // Теория эстетического воспитания: сборн. науч. тр. — М., 1973. — С. 98—112.
3. Шевченко Г. П. Взаимодействие литературы, музыки и живописи в художественном образовании учащихся 5—6 классов / Г. П. Шевченко // Эстетическое воспитание школьников в преподавании литературы: сборн. науч. тр. — Свердловск, 1973. — С. 68—74.
4. Шевченко Г. П. Формирование художественных знаний у учащихся 5—7 классов средствами комплексного воздействия искусства / Г. П. Шевченко // Актуальные проблемы педагогики и эстетического воспитания: тезисы к Всероссийской конференции [«Методологические проблемы эстетического воспитания»], (Москва, 26—28 апреля 1973 г.) — М., 1973. — С. 180—184.
5. Шевченко Г. П. Духовна культура — важливий елемент морального обліку учнів / Г. П. Шевченко, В. А. Афонін // Морально-естетичне виховання. К.: Вища школа, 1975. — С. 84—101.
6. Шевченко Г. П. Про особливості естетичного виховання у середніх спеціальних навчальних закладах / Г. П. Шевченко, В. А. Афонін // Естетичне виховання. — К.: Вища школа, 1976. — С. 27—44.
7. Шевченко Г. П. Естетична підготовка студентів у педагогічному інституті / Г. П. Шевченко, В. А. Афонін // Радянська школа. — 1976. ва — № 4. — С. 109—112.
8. Шевченко Г. П. Естетичне сприйняття художнього твору / Г. П. Шевченко, В. А. Афонін // Укр. мова і література в школі. — 1976. — № 12. — С. 30—36
9. Шевченко Г. П. Пути формирования эстетического восприятия на уроках литературы / Г. П. Шевченко, М. Б. Євтух // Русский язык и литература в таджикской школе. — 1976. — № 2. — С. 46—53.
10. Шевченко Г. П. Деякі аспекти теорії естетичного розвитку учнів / Г. П. Шевченко // Проблеми подальшого розвитку педагогіки і психології науки у світі рішень XXV з'їзду КПРС: тези республіканської наукової конференції. — Київ, 1977. — С. 95—97.
11. Шевченко Г. П. Повышать уровень художественной культуры учащихся / Г. П. Шевченко // Среднее специальное образование. — 1977. — С. 40—44.
12. Шевченко Г. П. Добрий і мудрий наставник / Г. П. Шевченко // Дошкільне виховання. — 1977. — № 6. — С. 23—26.
13. Шевченко Г. П. Міжпредметні зв'язки дисциплін художнього циклу / Г. П. Шевченко // Радянська школа. — 1977. — № 5. — С. 64—69.
14. Шевченко Г. П. Беседы о людях, влюбленных в свой труд / Г. П. Шевченко // Воспитание школьников. — 1978. — № 10. — С. 34—36.
15. Шевченко Г. П. Взаємозв'язок морального та естетичного у педагогічній спадщині В. О. Сухомлинського / Г. П. Шевченко // Початкова школа. — 1978. — № 1. — С. 55—60.
16. Шевченко Г. П. А. С. Макаренко и В. А. Сухомлинский о воспитании культуры чувств / Г. П. Шевченко // Макаренко — педагог и писатель. — Сумы, 1978. — С. 124—127.
17. Шевченко Г. П. О нравственно-эстетическом идеале школьников / Г. П. Шевченко // Народное образование. — 1978. — № 9. — С. 116—118.
18. Шевченко Г. П. Уроки народного учителя / Г. П. Шевченко // Специальное среднее образование. — 1978. — № 8. — С. 44—47.
19. Шевченко Г. П. Проблеми естетичного виховання в педагогічній концепції В. О. Сухомлинського / Г. П. Шевченко // Радянська школа. — 1978. — № 10. — С. 74—79.
20. Шевченко Г. П. В. О. Сухомлинський про виховання культури почуттів / Г. П. Шевченко // Початкова школа. — 1980. — № 9. — С. 68—74
21. Шевченко Г. П. Проблеми естетичного розвитку школярів / Г. П. Шевченко // Радянська школа. — 1981. — № 5. — С. 10—16
22. Шевченко Г. П. Взаимодействие искусств в эстетическом развитии школьников / Г. П. Шевченко // Советская педагогика. — 1982. — № 6. — С. 23—27.
23. Шевченко Г. П. Патріотичне та інтернаціональне виховання школярів засобами мистецтва / Г. П. Шевченко // Радянська школа. — 1982. — № 12. — С. 23—26
24. Шевченко Г. П. Формирование эстетических чувств подростков в условиях комплексного в условиях комплексного воздействия искусств / Г. П. Шевченко // Эстетическое отношения к искусству и действительности: сб. научн. тр. — М., 1983. — С. 27—34
25. Шевченко Г. П. Развитие творческой активности подростков комплексом искусств / Г. П. Шевченко // Советская педагогика. — 1985. — № 2. — С. 24—28
26. Шевченко Г. П. Взаимосвязь искусств в идейно-политическом воспитании / Г. П. Шевченко // Радянська школа. — 1985. — № 6. — С. 20—22.
27. Шевченко Г. П. Формирование у подростков эстетического отношения к труду средствами искусств / Г. П. Шевченко // В кн.: Вопросы трудового воспитания и профессиональной ориентации учащихся. — М., 1985. — № 112-85 деп. р. 1.07.85. С. 42—52
28. Шевченко Г. П. Тенденції взаємодії мистецтв в теорії та практиці естетичного виховання / Г. П. Шевченко // Радянська школа. — 1986. — № 7. — С. 42—47
29. Шевченко Г. П. Общекультурное и эстетическое развитие школьников / Г. П. Шевченко // Советская педагогика. — 1986. — № 11. — С. 30—34.
30. Шевченко Г. П. Формирование общей культуры школьников комплексом искусств / Г. П. Шевченко // Эстетическое воспитание учащейся молодежи — задачи, теория, практика, перспективы. — Кировоград, 1988. — С. 125—126.
31. Шевченко Г. П. Духовное развитие учащихся / Г. П. Шевченко // Советская педагогика. — 1989. — № 8. — С. 26—31.
32. Шевченко Г. П. Взаимодействие искусств в эстетическом воспитании и развитии личности / Г. П. Шевченко // Тезисы докладов и выступлений Всесоюзного научно-практического семинара [«Целостный процесс эстетического развития личности»], (Херсон, 18—21 апреля 1989 г.). — М., 1989. — С. 373—375.
33. Шевченко Г. П. Культурологічні основи підготовки майбутнього вчителя / Г. П. Шевченко // Тези доповідей міжвузівської науково-практичної конференції [«Формування педагогічної майстерності в системі професійної підготовки майбутнього вчителя»], (Київ, 29—31 травня 1991 р.). — К., 1991. — С. 5—6.
34. Шевченко Г. П. Проблема становлення української етнопедагогіки в умовах експансії етнопедагогічної культури розвинених країн / Г. П. Шевченко // Збірник тез науково-методичної конференції педагогічного товариства «Традиції української етнопедагогіки та їх використання в сучасній школі». — К., 1992.
35. Шевченко Г. П. Нові підходи до проблеми формування культури письма / Г. П. Шевченко, Р. М. Гладушина, О. І. Гладушин // Тези доповідей на Республіканській конференції. — Кривий Ріг, 1991.
36. Шевченко Г. П. Нові підходи до виховання і освіти учнівської молоді / Г. П. Шевченко // Тези доповідей Республіканської науково-практичної конференції [«До нової України шляхами реформ» ], (Київ, березень 1992) — К., 1992.
37. Шевченко Г. П. Взаимодействие искусств в социокультурном развитии учащейся молодежи / Г. П. Шевченко // Тезисы докладов участников межреспубликанского семинара-совещания [«Взаимодействие искусств в духовном развитии школьников»], (17—19 апреля 1990 г.). — Ворошиловград, 1990. — С. 3—4.
38. Шевченко Г. П. Культурологический подход к высшему педагогическому образованию / Г. П. Шевченко, А. О. Климов, О. О. Міхно // Высшее педагогическое образование: концепция, методология, пути реализации: тезисы докладов научно-практической конференции Луганского педагогического института. — Луганск, 1991. — С. 5—7.
39. Шевченко Г. П. Взаємодія мистецтв в світлі духовної культури майбутнього вчителя / Г. П. Шевченко, М. Б. Євтух // Проблеми формування загальнолюдських цінностей в процесі психолого-педагогічної підготовки вчителя: зб. доп. між. наук.-практ. конф. 26—30 червня 1991. — Вінниця, 1991. — С. 130—133.
40. Шевченко Г. П. Проблемы педагогического мастерства учителя: историко-педагогический и культурологический аспект / Г. П. Шевченко // Формирование педагогического мастерства будущего учителя: сб. докл. международн. конф. — Киев, 1992. — С. 3—15.
41. Шевченко Г. П. Курс «Основы педагогического мастерства» в системе подготовки будущего учителя / Г. П. Шевченко // Формирование профессионализма будущих учителей в условиях педагогического вуза: тез. республ. научн.-пр. конф. — Кривой Рог, 1992. — С. 144—146.
42. Шевченко Г. П. Проблемы становления украинской культуры письма / Г. П. Шевченко // Формирование профессионализма будущих учителей в условиях педагогического вуза: тез. республ. научн.-пр. конф. — Кривой Рог, 1992. — С. 157—159.
43. Шевченко Г. П. Нові педагогічні технології виховання у нетрадиційних типах навчальних закладів / Г. П. Шевченко, І. М. Карпенко, Н. І. Червякова // Тези доповідей міжнародної конференції [«Альтернативні ідеї, технології навчання та освіти»], (12—14 травня 1993 р.). — Ч. П. Тернопіль 1993. — С. 86—88.
44. Шевченко Г. П. Нові підходи до розвитку педагогічної освіти / Г. П. Шевченко, М. Б. Євтух, Т. Л. Антоненко // Тези доповідей міжнародної конференції [«Альтернативні ідеї, технології навчання та освіти»], (12—14 травня 1993 р.). — Ч.П. — Тернопіль, 1993. — С. 88—90.
45. Шевченко Г. П. Проблема формування лінгвістичного мислення дошколярів та молодших школярів / Г. П. Шевченко, Р. М. Гладушина, М. Б. Євтух // Тези доповідей міжнародної конференції [«Альтернативні ідеї, технології навчання та освіти»], (12—14 травня 1993 р.). — Ч. П. Тернопіль, 1993. — С. 74—77.
46. Шевченко Г. П. Творчество А. С. Макаренко как объект изучения и аналитической оценки в немецкой педагогике / Г. П. Шевченко, М. Є. Воробьев, С. М. Дьяченко. — Под ред. чл.-кор. АПН Украины, доктора пед. наук, проф. Г. П. Шевченко. — Луганськ, 1993. — 205 с.
47. Шевченко Г. П. Педагогическая наука — компонент духовной культуры общества / Г. П. Шевченко // Актуальные проблемы образования и воспитания учащейся молодежи: сб. науч. тр. В. 4 ч. — Под ред. Г. П. Шевченко, И. М. Карпенко. — Луганск, 1993. — С. 3—7.
48. Шевченко Г. П. Педагогическое знание развитии системы образования / Г. П. Шевченко, Т. Л. Антоненко // Університет і регіон: тези доповідей Міжнародної науково-практичної конференції. — Луганськ, 1994. — С. 72—74.
49. Шевченко Г. П. Школьное историческое образование в Украине: пути развития и перспективы / Г. П. Шевченко, О. І. Пометун. — Под ред. чл.-кор. АПН Украины, доктора пед. наук, проф. Г. П. Шевченко. — Луганск, 1995. — 197 с.
50. Шевченко Г. П. Предпосылки рождения новой образовательной системы: концепция, методология, теория / Г. П. Шевченко // Вісник Східноукраїнського державного університету, 1997. — № 2 (6). — С. 15—20.
51. Шевченко Г. П. Духовна культура і педагогіка / Г. П. Шевченко // Формування духовної культури учнівської молоді: [зб. наук. пр.] / під ред. Г. П. Шевченко. — Луганськ, 1997. — С. 3—9.
52. Шевченко Г. П. Естетичні цінності в структурі духовної культури / Г. П. Шевченко // Формування духовної культури учнівської молоді: [зб. наук. пр.] / за заг. ред. Г. Шевченко. — Луганськ, 1997. — С. 24—29.
53. Шевченко Г. П. Проблемы воспитания личности в контексте культурно-исторических преобразований / Г. П. Шевченко // Материалы областной научно-практической конференции: сб. научн. статей. — Луганск, 1998. — С. 15—18.
54. Шевченко Г. П. Естетизація навчального процесу у вищій школі / Г. П. Шевченко // Гуманізація навчально-виховного процесу: науково-метод. зб. — Слов'янськ, ІЗМН-СДПІ, 1998. — Вип. IV. — С. 3—6.
55. Шевченко Г. П. Теорія духовності особистості в контексті планетаризації свідомості / Г. П. Шевченко // Вісник Луганського державного педагогічного інституту ім. Т. Г. Шевченко. — 1998. — Вип. VII. — С. 3—9.
56. Шевченко Г. П. Формування духовної культури особистості з урахуванням етнокультурних особливостей регіону / Г. П. Шевченко // Збірник наукових праць за матеріалами симпозіуму «Наука Луганщини контексті розвитку регіону». — Луганськ: Інфон, 1999. — С. 81—88.
57. Шевченко Г. П. Духовні витоки гуманізації навчально-виховного процесу у вищій школі / Г. П. Шевченко // Матеріали Республіканського і науково-практичної конференції. — Слов'янськ, 1999. — С. 23—24.
58. Шевченко Г. П. Педагогика животворного слова / Г. П. Шевченко // Литературно-художественная хрестоматия по педагогике: Творческий подход: учебно-инновационное пособие. — Луганск: Знание, 1999. — С. 4—6.
59. Шевченко Г. П. Духовність педагогічної спадщини В. О. Сухомлинського / Г. П. Шевченко // Вісник Луганського державного педагогічного університету імені Тараса Шевченка. — № 7 (27). — 2000. — С. 146—151.
60. Шевченко Г. П. Формування духовної культури учнівської молоді засобами мистецтва: методологія, теорія, практика / Г. П. Шевченко // Формування духовної культури учнівської молоді засобами мистецтва: наук. зб. — Луганськ, 2000. — Вип. II. — С. 5—8.
61. Шевченко Г. П. Духовність особистості в контексті космічного феномену людини / Г. П. Шевченко // Вісник Луганського державного педагогічного університету імені Тараса Шевченка. — 2000. — № 8. — С. 3—4.
62. Шевченко Г. П. Естетична свідомість в структурі духовної культури особистості / Г. П. Шевченко // Вісник Луганського державного педагогічного університету імені Тараса Шевченка. — 2002. — № 11 (55).
63. Шевченко Г. П. Проблеми формування духовної культури молоді засобами мистецтва / Г. П. Шевченко // Збірник Академії педагогічних наук. — Київ, 2002. — С. 160—178.
64. Шевченко Г. П. Педагогічна освіта в структурі класичного університету / Г. П. Шевченко // Гуманізація навчально-виховного процесу. — 2003. — № 8. — Слов'янськ. — С. 10—14.
65. Шевченко Г. П. Актуальные проблемы духовного развития личности / Г. П. Шевченко // Духовность личности на современном этапе развития цивилизации. Материалы международной научно-практической конференции. — Донецк, 2003. — С. 40—47.
66. Шевченко Г. П. Цели и ценности в модели содержания высшего образования: между мгновением и вечностью / Г. П. Шевченко // Теорія і методика навчання та виховання: збірник. — 2003. — № 24 ч. 1. — С. 136—139.
67. Шевченко Г. П. Основні концептуальні положення, структура та наукові напрями діяльності Інституту духовного розвитку людини / Г. П. Шевченко // Луганськ, видавництво СНУ, 2003.
68. Шевченко Г. П. Педагогіка духовності / Г. П. Шевченко // Духовність особистості: методологія, теорія і практика: зб. наук. праць. — Луганськ, 2004. — Вип. 1. — С. 3—9.
69. Шевченко Г. П. Духовність особистості в контексті сучасного світорозуміння / Г. П. Шевченко // Директор школи, ліцею, гімназії. — Київ: Книга, 2004. — №5. — С. 4—10.
70. Шевченко Г. П. Аксіологічний підхід у виховному просторі вищого навчального закладу / Г. П. Шевченко // Університет і регіон: тези доповідей X науково-практичної конференції з проблем вищої освіти. — Луганськ, СНУ, 2004.
71. Шевченко Г. П. Духовність особистості: сучасні погляди і підходи / Г. П. Шевченко, М. Б. Євтух // Духовність особистості: методологія, теорія і практика: зб. наук. праць. — Луганськ, 2004. — Вип. 2. — С. 3—14.
72. Шевченко Г. П. Духовність особистості як загальнолюдська цінність і смисложиттєвий орієнтир / Г. П. Шевченко // Духовність особистості: методологія, теорія і практика: зб. наук. праць. — Луганськ: Вид-во СНУ ім. В. Даля, 2004. — Вип. 3. — С. 72—79.
73. Шевченко Г. П. Педагогічна освіта в структурі класичного університету / Г. П. Шевченко // Гуманізація навчально-виховного процесу. — Слов'янськ: вид. центр СДПІ, 2004. — С. 93—98.
74. Шевченко Г. П. Духовність і цінності життя / Г. П. Шевченко // Духовність особистості: методологія, теорія і практика: зб. наук. праць. — 2004. — Вип. 5. — С. 3—15.
75. Шевченко Г. П. Словник-хрестоматія педагогічних понять / Г. П. Шевченко, М. Б. Євтух, А. О. Андрющук, О. С. Бєлих, Л. Л. Бутенко, Є. А. Зеленов, Н. В. Фунтікова, С. Б. Шаргородська. — Луганськ, 2004.
76. Шевченко Г. П. Динамика развития духовно-культурных ценностей страны в условиях глобализации: синергетический анализ / Г. П. Шевченко // Духовність особистості: методологія, теорія і практика: зб. наук. праць. — Луганськ: Вид-во Східноукраїнського національного університету, 2005. — Вип. 4 (10). — С. 93—97.
77. Шевченко Г. П. Духовний розвиток особистості: пошуки нового підходу до проблеми / Г. П. Шевченко // Духовність особистості: методологія, теорія і практика: зб. наук. праць. — Луганськ: Вид-во Східноукраїнського національного університету, 2005. — Вип. 4 (10). — С. 221—227.
78. Шевченко Г. П. Значимость духовных детерминант в структуре миропонимания новой эпохи / Г. П. Шевченко // Материалы IX Международного научного конгресса [«Наука, Информация, Сознание»]. — Санкт-Петербург, 2005. — С. 246—247.
79. Шевченко Г. П. Актуальные проблемы эстетического воспитания учащейся молодежи / Г. П. Шевченко // Воспитание гражданина, человека культуры и нравственности — основа социальной технологи развития современной России. — Ростов-на-Дону, 2006. — С. 269—272.
80. Шевченко Г. П. Система духовно-нравственного развития учащейся молодежи Украины / Г. П. Шевченко // Педагогика. — 2008. - Вип. 9. — С. 140—120.
81. Шевченко Г. П. Удосконалення людини — завдання освіти XXI століття / Г. П. Шевченко // Ciągłość i zmiana w pedagogice XXI wieku: зб. наук. праць конф. — Siedlce: Wydawnictwo Akademii Podlaskiej, 2007. — Część 2. — С. 265—281.
82. Шевченко Г. П. Естетичне одухотворення студентської молоді / Г. П. Шевченко // Педагогічна і психологічна наука в Україні. — К.: Педагогічна наука, 2007. — Т. 4. — С. 215—226.
83. Шевченко Г. П. Виховання людини культури у системі вищої освіти / Г. П. Шевченко // Духовність особистості: методологія, теорія і практика: зб. наук. праць. — Луганськ: Вид-во СНУ ім. В. Даля, 2007. — Вип. 4 (23). — С. 3—15.
84. Шевченко Г. П. Виховання мистецтвом майбутнього професіонала / Г. П. Шевченко // Духовність особистості: методологія, теорія і практика: зб. наук. праць. — Луганськ: Вид-во СНУ ім. В. Даля, 2007. — Вип. 5 (24). С. 3—15.
85. Шевченко Г. П. Естетичне одухотворення студентської молоді / Г. П. Шевченко // Педагогічні і психологічні науки в Україні. Педагогіка і психологія вищої школи. — Київ: Педагогічна думка, 2007. — Т. 4. — С. 215—226.
86. Шевченко Г. П. Гуманизация учебно-воспитательного процесса в высшей школе средствами искусства / Г. П. Шевченко // Демократизация и гуманизация учебно-воспитательного процесса в университете. — София: Изд-во Софийского университета, 2007. — С. 167—182.
87. Шевченко Г. П. Естетична освіта; Неперервна освіта / Г. П. Шевченко // Енциклопедія освіти / Акад. пед. наук України, головний ред. В. Г. Кремень. — К.: Юрінком, 2008. — 1040 с., С. 264—265; 580—582.
88. Шевченко Г. П. Духовно-нравственное воспитание учащейся молодежи / Г. П. Шевченко // Педагогика. — М., 2008. — № 9. — С. 11—25.
89. Шевченко Г. П. Взаимодействие духовности образования и культуры как основных категорий педагогики / Г. П.Шевченко // Ciągłość i zmiana w pedagogice XXI wieku: зб. наук. праць конф. — Siedlce: Wydawnictwo Akademii Podlaskiej, 2008. — С. 227—233.
90. Шевченко Г. П. Естетичне виховання студентської молоді засобами мистецтва на сучасному етапі / Г. П. Шевченко // Духовність особистості: методологія, теорія і практика: зб. наук. праць. — 2008. — Вип. 2 (25). — С. 215—231.
91. Шевченко Г. П. Гуманизация учебно-воспитательного процесса средствами искусства / Г. П. Шевченко // Творча особистість: формування і розвиток: зб. наук. Праць за матеріалами регіональної конференції. — Луганськ-Донецьк, 2008. — С. 3—8.
92. Шевченко Г. П. Система духовно-нравственного развития учащейся молодежи Украины / Г. П. Шевченко // М.: Педагогика: Научно-теоретический журнал / Ред. А. Я. Данилюк. — 2008. — № 9. — С. 114—120.
93. Шевченко Г. П. Воплощение идей А. С. Макаренко в эстетическое воспитание подростков пенитенциарной системы // Г. П. Шевченко. — Збірник наукових праць Полтавського державного педагогічного університету ім. В. Г. Короленка. Серія «Педагогічні науки». — Полтава, 2008. — Вип. 5. — С. 10—15.
94. Шевченко Г. П. Духовная доминанта человекоцентрированной парадигмы образования / Г. П. Шевченко // Ciągłość i zmiana w pedagogice XXI wieku: зб. наук. праць конф. — Siedlce: Wydawnictwo Akademii Podlaskiej, 2008. — С. 165—174.
95. Шевченко Г. П. Концептуальна сутність компетентнісного підходу: Європейський вимір / Г. П. Шевченко // Реалізація європейського досвіду компетентнісного підходу у вищій школі України: матеріали методологічного семінару. — К.: Педагогічна думка, 2009. — С. 121—130.
96. Шевченко Г. П. Духовно-культурні цінності освіти [Архівовано 11 червня 2021 у Wayback Machine.] / Г. П. Шевченко // Духовність особистості: методологія, теорія і практика: зб. наук. пр. — Луганськ: Вид-во СНУ ім. В. Даля, 2009. — Вип. 4 (33). — С. 138—142.
97. Шевченко Г. П. Влияние искусства на формирование духовно-нравственного мира студенческой молодежи / Г. П. Шевченко // Материалы Международной научно-практической конференции «Демократизация и гуманизация университетского образования». — Софія, 2009. — С. 257—269.
98. Шевченко Г. П. Духовность в контексте формирования личности в мире культуры / Г. П.Шевченко // Сборник материалов международной научной конференции «Безопасность жизнедеятельности в современном мире: подготовка кадров для нефтегазового комплекса, проблемы энергоресурсосбережения, образование как фактор защиты жизни и здоровья детей». — Ростов-на-Дону, 2009. — С. 158—170.
99. Шевченко Г. П. Розвиток естетичного виховання у вищих навчальних закладах України на сучасному етапі [Архівовано 20 березня 2022 у Wayback Machine.] / Г. П. Шевченко // Витоки педагогічної майстерності: Збірник наукових праць Полтавського національного педагогічного університету імені В. Г. Короленка. — Полтава, 2010. — Вип. 7. — С. 9—14.
100. Шевченко Г. П. Теоретико-методологические подходы к определению содержательной сущности педагогической среды университета / Г. П. Шевченко // Педагогическата среда в университета като пространства за професионално-личностно развитие на бъдещия специалист: сб. научн. ст / Ред. кол.: Емилия Рангелова [и др.]. — Габрово: Изд-во ЕКС-ПРЕС, 2010. — С. 31—37.
101. Шевченко Г. П. Влияние художественно-эстетической культуры на духовный мир студента / Г. П. Шевченко // Известия Южного федерального университета. — Ростов н/Д, 2010. — Выпуск XII. — С. 164—176.
102. Шевченко Г. П. Проблема образования и воспитания студенческой молодежи в эпоху постмодернизма [Архівовано 11 червня 2021 у Wayback Machine.] / Г. П. Шевченко // Духовність особистості: методологія, теорія і практика: зб. наук. пр. — Луганськ: Вид-во СНУ ім. В. Даля, 2011. — Вип. 1 (43). — С. 158—161.
103. Shevchenko G. P. Problems of education and upbringing of student youth in the epoch of postmodernism [Архівовано 11 червня 2021 у Wayback Machine.] / G. P. Shevchenko // Духовність особистості: методологія, теорія і практика: зб. наук. пр. — Луганськ: Вид-во СНУ ім. В. Даля, 2011. — Вип. 3 (45). — С. 158—161.
104. Шевченко Г. П. Проблема виховання культури взаємодії викладачів і студентів в освітньо-виховному просторі університету / Г. П. Шевченко. — Збірник наукових праць Східноукраїнського національного університету імені Володимира Даля (на підставі матеріалів XVI науково-практичної конференції «Університет і регіон: проблеми сучасної освіти» (27—28 жовтня 2010 року) / За заг. ред. проф. О. Л. Голубенка. — Луганськ: Вид-во СНУ ім. В. Даля, 2011.
105. Шевченко Г. П. Воспитательные доминанты педагогической среды университета / Г. П. Шевченко // Педагогическата среда в университета като пространство за професионално-личностно развитие на бъдещия специалист: сб. науч. ст. / Ред. кол.: Емилия Рангелова [и др.]. — Габрово, Болгария: Изд-во ЕКС-ПРЕС, 2011. — Втора книга, Том първи. — С. 45—48, ISBN 978-954-490-244-5.
106. Шевченко Г. П. Процесс воспитания — духотворчество человека / Г. П. Шевченко // Zagrozenia dzieci i mlodziezy we wspylczesnym spoleczeristwie / pod red, A. Klim-Klimaszewskiej. — Wyd. UPH-STN (Wydawnictwo Akademii Podlaskiej). — Siedlce, Polska, 2011. — Cz. 1. — S. 209—213.
107. Шевченко Г. П. Экология духовности и здоровьесбережения/ Г. П. Шевченко // Материалы XXX Международных педагогических чтений [«Развитие личности в образовательных системах»], (Ростов н/Дону, 15—16 июня 2011 г.) — Ростов н/Д, 2011. — С. 35—46.
108. Шевченко Г. П. Науково-дослідний інститут духовного розвитку людини як невід'ємна ланка взаємодії особистості та виховання духовності / Г. П. Шевченко // Збірник наукових праць Міжнародної науково-практичної конференції «Технології управління освітніми закладами», присвяченої пам'яті А. С. Макаренка, та регіонального науково-практичного семінару «Управління проектами: проблеми та перспективи розвитку», 11—13 березня 2011 року. — Полтава: Вид-во ПНПУ ім. М. В. Короленка. — С. 5.
109. Шевченко Г. П. Духовність особистості як результат виховання духовної культури / Г. П. Шевченко // Матеріали міжнародної науково-практичної конференції [«Методика виховання природничих дисципліни у вищій школі». XVIII Каширинські читання], (Полтава, 26—27 травня 2011 р.) / Полтав. нац. пед. ун-т імені В. Г. Короленка / За заг. ред. проф. М. В. Гриньової. — Полтава: Астрая, 2011. — С. 286—287.
110. Шевченко Г. П. Духовність особистості як результат виховання духовної культури / Г. П. Шевченко // Матеріали міжнародної науково-практичної конференції [«Методика виховання природничих дисципліни у вищій школі». XVIII Каширинські читання], (Полтава, 26—27 травня 2011 р.) / Полтав. нац. пед. ун-т імені В. Г. Короленка / За заг. ред. проф. М. В. Гриньової. — Полтава: Астрая, 2011. — С. 286—287.
111. Шевченко Г. П. Проблеми духовності людини XXI століття / Г. П. Шевченко // Духовність особистості: методологія, теорія і практика: зб. наук. пр. — Луганськ: Вид-во СНУ ім. В. Даля, 2012. — Вип. 5 (52). — С. 137—144 [Архівовано 11 червня 2021 у Wayback Machine.].
112. Шевченко Г. П. Эстетический контекст компетентности современного преподавателя / Г. П. Шевченко // Kompetencje współczesnego nauczyciela. Księga Jubileuszowa z okazji 50-lecia pracy zawodowej i 20-lecia uzyskania tytułu profesora Pana Prof. zw. dra hab. Kazimierza Żegnałka / Tamara Zacharuk, Aneta Niewęgłowska (red.). — Siedlce, Polska: Wyd. Anna Klim-Klimaszewska, 2012. — Tom 2. — S. 284—289.
113. Шевченко Г. П. Культурно-эстетический опыт как условие формирования гражданина и профессионала в системе университетского образования / Г. П. Шевченко // Педагогически основи на формирането на гражданина и професионалиста в условията на университетското образование: сб. научн. ст. / Ред. кол.: Емилия Рангелова [и др.]. — Габрово, Болгария: Изд-во ЕКС-ПРЕС, 2012. — Книга първа, Том първи. — С. 203—207.
114. Шевченко Г. П. Вони завжди будуть жити серед живих / Г. П. Шевченко // Виховання особистості на засадах героїчного минулого нашої держави: зб. матеріалів обласної науково-практичної конференції. — Луганськ, НМЦ професійно-технічної освіти в Луганській області, 2012. — С. 68—80.
115. Шевченко Г. П. Проблема отчуждения знаний в условиях информационного пространства и миссия высшей школы / Г. П. Шевченко // Известия Южного отделения Российской академии образования. — Изд-во Южно-федерального университета, Ростов-на-Дону — Армавир, 2012. — Вып 5. — С. 356—371.
116. Шевченко Г. П. Естетична освіта // Енциклопедія освіти / Акад. пед. наук України, головний ред. В. Г. Кремень. — К.: Юрінком, 2012. — С. 264—265; 580—582.
117. Шевченко Г. П. Формування духовності учнів як шлях гармонізації соціального життя нації / Г. П. Шевченко // Матеріали міжнародної науково-практичної конференції «Управління організацією навчально-виховного процесу в середній і вищій школі», присвяченої пам'яті А. С. Макаренка, та Всеукраїнські науково-практичні семінари «Методика управління навчальними закладами»], (Полтава, 13—14 березня 2012 р.) / За заг. ред. проф. М. В. Гриньової. — Полтава: Астрая, 2012. — С. 15—16.
118. Шевченко Г. П. Художественное образование — неотъемлемый компонент общего и профессионального образования личности / Г. П. Шевченко // Kompetencje współczesnego nauczyciela. Księga Jubileuszowa z okazji 50-lecia pracy zawodowej i 20-lecia uzyskania tytułu profesora Pana Prof. zw. dra hab. Kazimierza — Żegnałka. Tamara Zacharuk, Aneta Niewęgłowska (red.). — Siedlce: Wyd. Anna Klim-Klimaszewska, 2013. — Tom 2. — S. 284—289. ISBN 978-83-934036-9-1.
119. Шевченко Г. П. Художественно-эстетическая воспитанность и образованность личности как необходимое условие формирования ее культуры / Г. П. Шевченко // Science and Education a New Dimension. Pedagogy and Psychology. — Society for Cultural and Scientific Progress in Central and Eastern Europe. — Budapest, Hungary, 2013. — Vol. 9. — P. 149—155.
120. Шевченко Г. П. Педагогическое знание как условие подготовки профессионала и духовной личности в университете / Г. П. Шевченко // Збірник наукових праць Східноукраїнського національного університету імені Володимира Даля (на підставі матеріалів XVI науково-практичної конференції «Університет і регіон: проблеми сучасної освіти»: матеріали XIX науково-практичної конференції. — (Луганськ, 24—25 жовтня 2013 р.). — Луганськ: Вид-во СНУ імені Володимира Даля, 2013 р. — С. 205—207.
121. Шевченко Г. П. Освіта та духовне виховання людини / Г. П. Шевченко // Витоки педагогічної майстерності: зб. наук. праць / Полтав. нац. пед. ун-т імені В. Г. Короленка, Полтава, 2014. — Вип. 13. — С. 8—12 [Архівовано 11 червня 2021 у Wayback Machine.].
122. Шевченко Г. П. Spiritual and moral upbringing of a personality: experience of teaching special course for pedagogy students [Архівовано 11 квітня 2018 у Wayback Machine.] / Г. П. Шевченко // Духовність особистості: методологія, теорія і практика: зб. наук. — Сєвєродонецьк: Вид-во СНУ ім. В. Даля, 2015. — Вип. 1 (64). — С. 307—325. http://domtp.turion.info/#archive [Архівовано 11 червня 2021 у Wayback Machine.]
123. Шевченко Г. П. Виховання — процес людинотворчості, культуротворчості, духотворчості [Архівовано 11 червня 2021 у Wayback Machine.] / Г. П. Шевченко // Духовність особистості: методологія, теорія і практика: зб. наук. праць (матеріали VI Міжнародної науково-практичної конференції «Духовно-культурні цінності виховання людини»). — Сєвєродонецьк: Вид-во СНУ ім. В. Даля, 2015. — Вип. 3 (66). — С. 288—299. http://domtp.turion.info/#archive [Архівовано 11 червня 2021 у Wayback Machine.]
124. Шевченко Г. П. Одухотворений образ людини культури XXI століття: процес виховання у вищій школі [Архівовано 11 червня 2021 у Wayback Machine.] / Г. П. Шевченко // Духовність особистості: методологія, теорія і практика: збірник наукових праць / гол. редактор Г. П. Шевченко. — Сєвєродонецьк: Вид-во СНУ ім. В. Даля, 2015. — Вип. 5 (68). — С. 213—225. http://domtp.turion.info/#archive [Архівовано 11 червня 2021 у Wayback Machine.]
125. Shevchenko G. P. Culture And Arts in Personality Idealcreation [Архівовано 11 червня 2021 у Wayback Machine.] / G. P. Shevchenko // Духовність особистості: методологія, теорія і практика: збірник наукових праць. — Сєвєродонецьк: вид-во СНУ ім. В. Даля, 2016. — Вип. 3 (72). — С. 267—278. http://domtp.turion.info/#archive [Архівовано 11 червня 2021 у Wayback Machine.]
126. Шевченко Г. П. Криза сучасного виховання людини та шляхи її подолання / Г. П. Шевченко. — Матеріали II Міжнародна науково-практична конференція «Розвиток сучасної освіти: теорія, практика, інновації», 25—26 лютого 2016 р. — Київ, Національний університет біоресурсів і природокористування України, 2016.
127. Шевченко Г. П. Виховання у сучасної молоді духовних цінностей засобами мистецтва / Г. П. Шевченко. — Матеріали 14 міжнародні педагогічно-мистецькі читання пам'яті О. П. Рудницької «Педагогіка мистецтва і мистецтво педагогічної дії», 1—2 грудня 2016 р. — Київ, Інститут педагогічної освіти і освіти дорослих НАПН України.
128. Шевченко Г. П. Культура і мистецтво в ідеалотворенні особистості [Архівовано 11 червня 2021 у Wayback Machine.] / Г. П. Шевченко // Духовність особистості: методологія, теорія і практика: збірник наукових праць. — Сєвєродонецьк: вид-во СНУ ім. В. Даля, 2016. — Вип. 6 (75). — С. 294—305. http://domtp.turion.info/#archive [Архівовано 11 червня 2021 у Wayback Machine.]
129. Шевченко Г. П. Формирование духовного катарсиса у студентов университета / Г. П. Шевченко. — Матеріали наукової конференції «Гуманітарні проблеми сучасного розвитку суспільства», 24 березня 2017 р., м. Сєвєродонецьк, Україна.
130. Шевченко Г. П. Взаємодія мистецтв — базова основа художньої освіти / Г. П. Шевченко. — Матеріали I Міжнародної науково-практичної конференції «Мистецька освіта в європейському соціокультурному просторі XXI століття», м. Мукачево, Мукачівський державний університет, 20—21 квітня 2017 року.
131. Шевченко Г. П. Духовна безпека: духовна культура і духовні цінності / Г. П. Шевченко. — Духовність особистості: методологія, теорія і практика: збірник наукових праць (матеріали VIII Міжнародної науково-практичної конференції «Формування духовної безпеки особистості в умовах сьогодення: виклики і проблеми»). — Сєвєродонецьк: вид-во СНУ ім. В. Даля, 2017. — Вип. 3 (78). — С. 361—373. http://domtp.turion.info/#archive [Архівовано 11 червня 2021 у Wayback Machine.]
132. Шевченко Г. П. Духовність і наука / Матеріали Всеукраїнського Форуму «Духовно-моральна цивілізація», м. Київ, Національний центр ділового та культурного співробітництва «Український дім», 15 квітня 2017 року.
133. Shevchenko G. P. The Ideal Image of a Man: the Main Characteristics and Ways of Achieving [Архівовано 11 червня 2021 у Wayback Machine.] / G. P. Shevchenko // Future Human Image: The Academic Journal. — 2017. — Volume 7. — Pp. 120—127.
134. Шевченко Г. П. Аксіологічні основи особистісно-професійного удосконалення майбутніх фахівців / Матеріали Міжнародної науково-практичної конференції «Розвиток сучасної освіти: теорія, практика, інновації», м. Київ: Національний університет біоресурсів і природокористування України, 23—24 лютого 2017 року.
135. Шевченко Г. П. Художньо-естетична вихованість як ознака культурної особистості. Духовність особистості: методологія, теорія і практика. 2018. Вип. 5 (86) С. 288—299. Index Copernicus international (фахова стаття). http://domtp.turion.info/#archive [Архівовано 11 червня 2021 у Wayback Machine.]
136. Shevchenko, Halyna, and Tetyana Antonenko. Futures Studies: Spirituality in the Cosmic Man. Philosophy and Cosmology, Volume 21, 2018: 123—130. DOI: 10.29202/phil-cosm/21/13 (фахова стаття) Web of Science. https://philpapers.org/rec/SHEFSS [Архівовано 9 червня 2021 у Wayback Machine.]
137. Shevchenko H., Antonenko T., Bezuhla M. Культурна особистість: концептуальні ідеї П. Шафера. Вісник Національної академії керівних кадрів культури і мистецтв (National Academy of Managerial Staff of Culture and Arts Herald). 2019. — Вип. 1. — С. 134—139. DOI: https://doi.org/10.32461/2226%2D3209.1.2019.166891 (Web of Science; Index Copernicus) (фахова стаття). http://journals.uran.ua/visnyknakkkim/article/viewFile/166891/166267
138. Шевченко Г. П. Духовність особистості як складник її життєствердного образу світу. Технології інтеграції змісту освіти : зб. наук. пр. Всеукраїнського круглого столу «Інтеграція змісту освіти в профільній школі», 17 квітня 2019 р., Полтава / Інститут педагогіки НАПН України; Полтав. обл. ін-т післядипл. пед. освіти ім. М. В. Остроградського / [головн. ред. В. Р. Ільченко]. Полтава: ПОІППО, 2019. — Вип. 11. — 184 с. С. 19—22 (стаття).
139. Шевченко Г. П. Взаємодія морального та естетичного виховання / Г. П. Шевченко // Духовність особистості: методологія, теорія і практика : збірник наукових праць / Гол. редактор Г. П. Шевченко. — Сєвєродонецьк: вид-во СНУ ім. В. Даля, 2019. — Вип. 5 (92). — 270 с. С. 196—210. (Index Copernicus) (фахова стаття). http://domtp.turion.info/#archive [Архівовано 11 червня 2021 у Wayback Machine.]
140. Шевченко Г. П. Гармонійна єдність духовності, культури, освіти і виховання особистості / Г. П. Шевченко // Директор школи, ліцею, гімназії. 2020. — Том 21. № 1. — С. 95—107. https://director.npu.edu.ua/index.php/dslg/article/view/251 [Архівовано 9 червня 2021 у Wayback Machine.]
141. Shevchenko H. P., Antonenko T. L., Safonova I .O. Positive Personality Education: An Ontological Aspect. Journal of History Culture and Art Research. 2020. — 9 (1). — Pp. 133—144. doi: http://dx.doi.org/10.7596/taksad.v9i1.2432 http://kutaksam.karabuk.edu.tr/index.php/ilk/article/view/2432 [Архівовано 9 червня 2021 у Wayback Machine.] (Web of Science)
142. Shevchenko, H., Antonenko, T., Zelenov, E., Bezuhla, M., Safonova, I. Features of Education of the Political Culture of Students in a Post-Epidemic Society. Postmodern Openings. 2020. — 11 (2). — Pp. 128—141. doi: https://doi.org/10.18662/po/11.2/166 Web of Science
143. Shevchenko, H., Antonenko, T., Bezuhla, M., Safonova, I. Students' Spiritual Security Education. Journal of History Culture and Art Research. 2020. — 9 (4). — Pp. 98—110. doi: http://dx.doi.org/10.7596/taksad.v9i4.2799 (Web of Science)
144. Шевченко Г. П. Вплив мистецтва на виховання у студентської молоді якостей людини культури / Г. П. Шевченко // Духовність особистості: методологія, теорія і практика : збірник наукових праць / Гол. редактор Г. П. Шевченко. — Сєвєродонецьк: вид-во СНУ ім. В. Даля, 2020. — Вип. 3 (96). — С. 269—281. (Index Copernicus) (фахова стаття). doi: https://doi.org/10.33216/2220-6310-2020-96-3-269-281 http://domtpsnu.snu.edu.ua/index.php/Domtp/article/view/182 [Архівовано 9 червня 2021 у Wayback Machine.]
145. Shevchenko, H., Bezuhla, M., Antonenko, T., Safonova, I. Spiritual Awakening of the Personality as key to Spiritual Security in the Context of Postmodernism. Postmodern Openings. 2021. — 12 (1). — Pp. 185—200. (WOS; EBSCO; ERIH+; Google Scholar; Index Copernicus; Ideas RePeC; Econpapers; Socionet; CEEOL; Ulrich ProQuest; Cabell, Journalseek; Scipio; Philpapers; SHERPA/RoMEO repositories; KVK; WorldCat; CrossRef; CrossCheck). doi: 10.18662/po/12.1/254 https://lumenpublishing.com/journals/index.php/po/article/view/3208 [Архівовано 11 червня 2021 у Wayback Machine.]

## Нагороди та відзнаки
- Відмінник народної освіти (1988);
- «Заслужений діяч науки і техніки України» (1996);
- Орден «2000 років Різдва Христова» (2000);
- Медаль «За заслуги перед Луганщиною» (2004);
- Почесна грамота Верховної Ради України (2005);
- Почесна грамота Національної академії наук України (2005);
- Орден «Княгині Ольги III ступеня» (2006);
- Почесна грамота Луганської області (2006);
- Золота медаль К. Д. Ушинського (2009);
- Почесне звання «Почесний професор Східноукраїнського національного університету» (2010);
- Медаль «П. Могили» від Міністерства освіти і науки України (2011);
- Медаль «Г. Сковороди» (2011);
- Медаль «В. Мономаха» (2015);
- Диплом «Вчений року» Східноукраїнського національного університету імені Володимира Даля (2017).